# Seat Arona
Pour les articles homonymes, voir Arona.

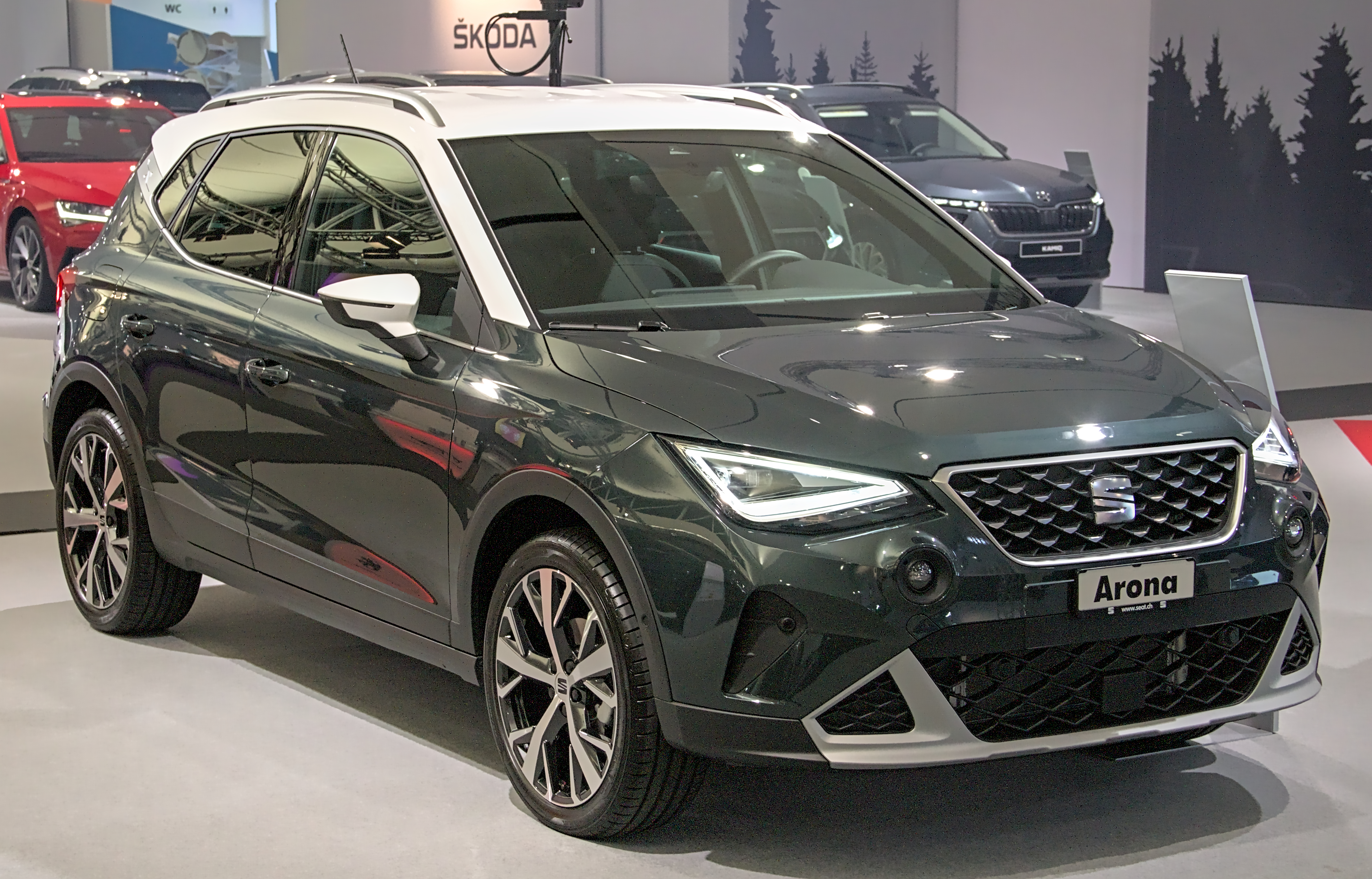
Seat Arona phase 2

Le Seat Arona est un crossover urbain produit par le constructeur automobile espagnol Seat et commercialisé en novembre 2017,. Son arrivée dans la gamme Seat entraîne la fin de l'Ibiza ST, une variante break de la quatrième génération de l'Ibiza, qui n'est pas reconduite sur le cinquième opus de la citadine.

## Histoire
L'Arona est officiellement dévoilé le 27 juin 2017 et commercialisé en novembre de la même année. Il se situe en dessous de l'Ateca dans la gamme SUV de Seat, et se trouve en concurrence des Citroën C3 Aircross et Renault Captur, et ses futurs cousins le Volkswagen T-Cross et le Skoda Kamiq.
Il est réalisé à partir de la plateforme MQB A0 du groupe Volkswagen qui sert notamment à la Volkswagen Polo VI, et à la Seat Ibiza V avec laquelle il partage son design, notamment pour sa face avant. L'Arona est vendu en moyenne 2 000 euros de plus que l'Ibiza dont il dérive. 
Il est produit dans l'usine Seat de Martorell en Espagne, à 30 kilomètres de Barcelone, aux côtés des Audi A1 et Audi Q3 II.
Il est restylé en 2021.

## Motorisations

### Essence
|                            | 1.0 TSI 95        | 1.0 TSI 115       | 1.0 TSI 115 DSG7      | 1.6 MPI 110   | 1.5 TSI Evo 150   |
| Moteur                     | 3 cylindres       | 3 cylindres       | 3 cylindres           | 4 cylindres   | 4 cylindres       |
| Alimentation               | Turbo             | Turbo             | Turbo                 | Atmosphérique | Turbo             |
| Cylindrée (cm3)            | 999               | 999               | 999                   | 1598          | 1498              |
| Puissance (ch à tr/min)    | 95 à 5 000        | 115 à 5 000       | 115 à 5 000           | 110           | 150               |
| Couple (N m à tr/min)      | 175 à 1 500-3 500 | 200 à 2 000-3 500 | 200 à 2 000-3 500     | 155 à 3 800   | 250 à 1 500-3 500 |
| Boîte de vitesses          | BVM5              | BVM6              | BVA7 double embrayage | BVM5          | BVM6              |
| Vitesse (en km/h)          | 173               | 182               | 182                   | 189           | 215               |
| 0-100 km/h (en s)          | 11,2              | 9,8               | 10                    | 10,5          | 7,9               |
| Consommation (en L/100 km) | 6,1/4,3/4,9       | 6,0/4,4/5,0       | 5,7/4,5/5             | 8/5,5/6,5     |                   |
| Émissions de CO2 (en g/km) | 112               | 114               | 114                   | 134           | 112               |

### Diesel
Les versions diesel n'arriveront qu'en 2018. Le 1.6 TDi est décliné en 2 versions de 95 et 115 cv. 
|                            | 1.6 TDi 95                                | 1.6 TDi 115                               |
| -------------------------- | ----------------------------------------- | ----------------------------------------- |
| Moteur                     | 4 cylindres Injection Directe Common-Rail | 4 cylindres Injection Directe Common-Rail |
| Cylindrée (cm3)            | 1598                                      | 1598                                      |
| Alimentation               | Turbo                                     | Turbo                                     |
| Puissance (ch à tr/min)    | 95 à 2 750                                | 115 à 3 250                               |
| Couple (N m à tr/min)      | 250 à 2 750                               | 250 à 2 500                               |
| Boîte de vitesses          | BVM5 ou DSG7                              | BVM6 ou DSG7                              |
| Vitesse (en km/h)          | 172                                       | 185                                       |
| 0-100 km/h (en s)          | 11,8                                      | 10,3                                      |
| Consommation (en L/100 km) | 4,7/3,7/4,1                               | 4,9/4/4,3                                 |
| Émissions de CO2 (en g/km) | 106                                       | 113                                       |

## Finitions
L'Arona propose un toit bi-ton dont l'originalité vient de la séparation des couleurs qui se fait au niveau de la vitre de custode arrière en suivant l'inclinaison de celle-ci.
Trois finitions disponibles : Référence, Style et Xcellence
Référence
- Seat Arona phase 26 airbags
- Aide au démarrage en côte
- Banquette rabattable 60/40
- Radio numérique DAB 4 HP
- Bluetooth
- Climatisation manuelle
- Différentiel XDS
- Écran couleur 16 cm
- ESP
- Jantes en acier de 16 pouces
- Limiteur de vitesse

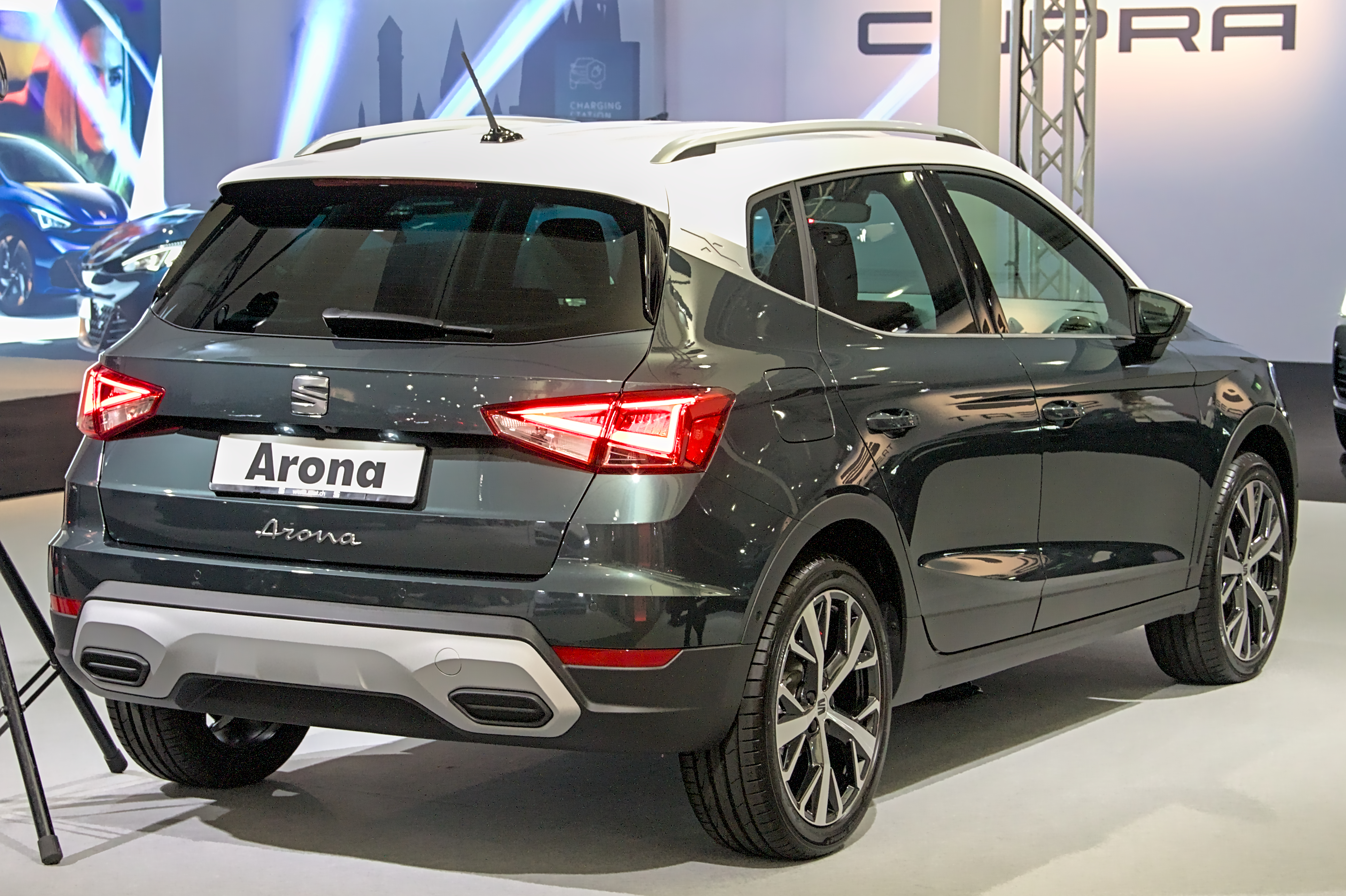
Seat Arona phase 2

- Ordinateur de bord avec affichage de température extérieure
- Quatre vitres électriques
- Rétroviseurs électriques
- Système multimédia avec écran tactile couleur 16 cm, prise USB, prise AUX-in et lecteur de carte SD
- Siège conducteur réglable en hauteur
- Stop&Start
- Volant multifonctions

Style
(Référence + )
- 2 prises USB
- Antibrouillards
- Connexion Apple CarPlay et Android Auto
- Détecteur de fatigue du conducteur
- Éclairage d’ambiance
- Écran couleur tactile de 20 cm
- Feux arrière à LED
- Feux de jour à LED
- Jantes en alliage de 16 pouces
- Poignées de portes et rétroviseurs couleur carrosserie
- Radio 6 HP
- Régulateur de vitesse
- Volant et levier de vitesses en cuir

Xcellence
(Style + )
- Accès et démarrage sans clé
- Allumage auto des phares et essuie-glaces
- Bandeau blanc mat sur planche de bord + pack Chrome
- Chargeur de smartphone par induction
- Ciel de toit noir
- Climatisation automatique 2 zones
- GPS
- Lecteur CD
- Radar de recul
- Rails de toit et contours de vitres chromés
- Rétro intérieur jour/nuit auto
- Sellerie spécifique
- Sièges avant réglables en hauteur
- Toit de couleur contrasté

### Séries spéciales
- Urban Sport Line
- Copa (2022)[7]

## Fiabilité
Les problèmes de fiabilité suivants ont été signalés concernant l'Arona:
- fuites d'huile et de liquide de refroidissement sur les versions 1.0 TSI ;
- génération de claquements par le volant moteur, pertes de puissance et fuites d'huile sur les versions 1.6 TDI ;
- problèmes d'électronique au niveau de l'écran tactile ;
- difficultés de passage des rapports de la boîte de vitesses ;
- problèmes d'efficacité du frein à main ;
- défaillance de la climatisation en raison du contacteur de pression.

## Galerie

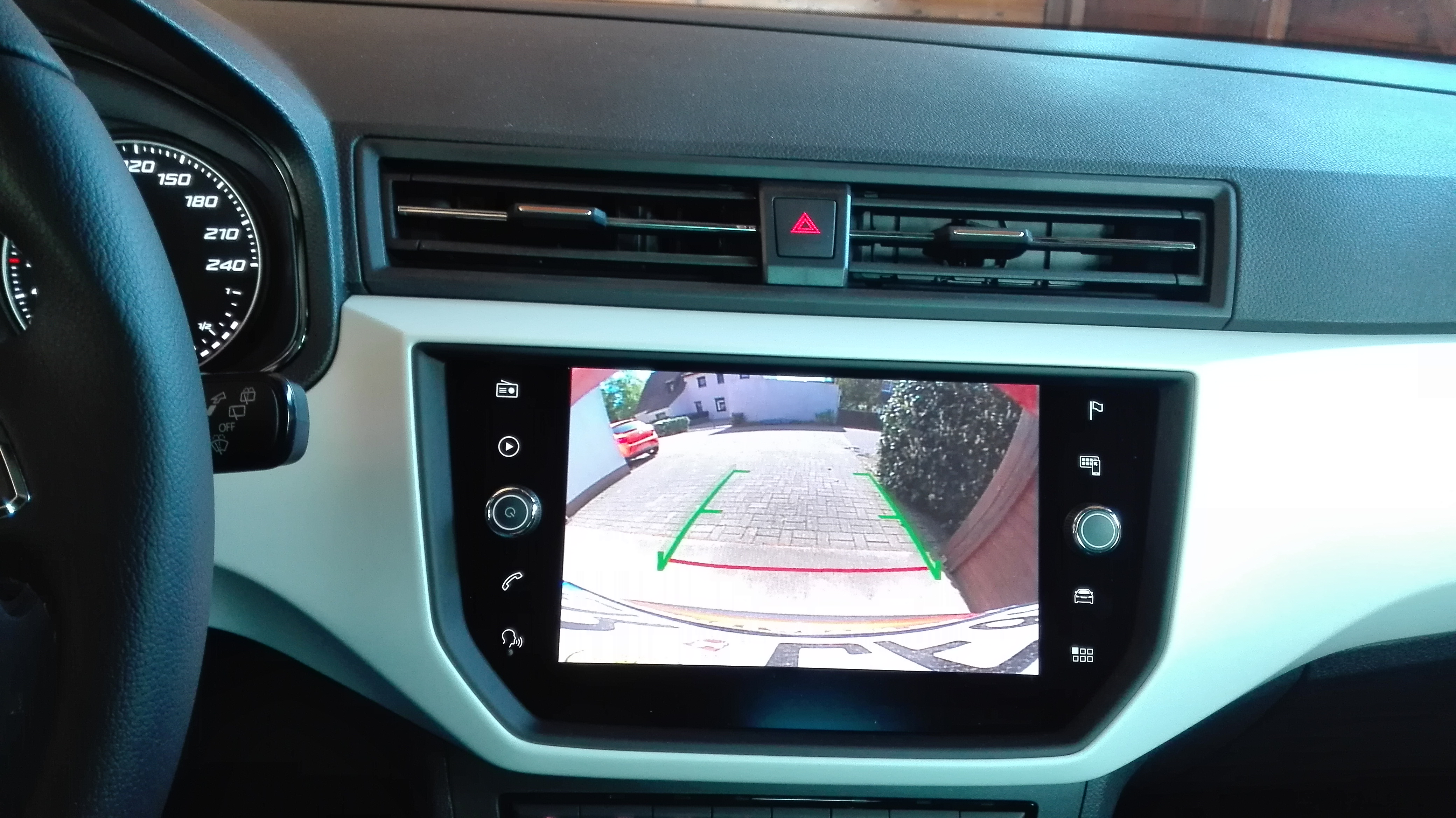
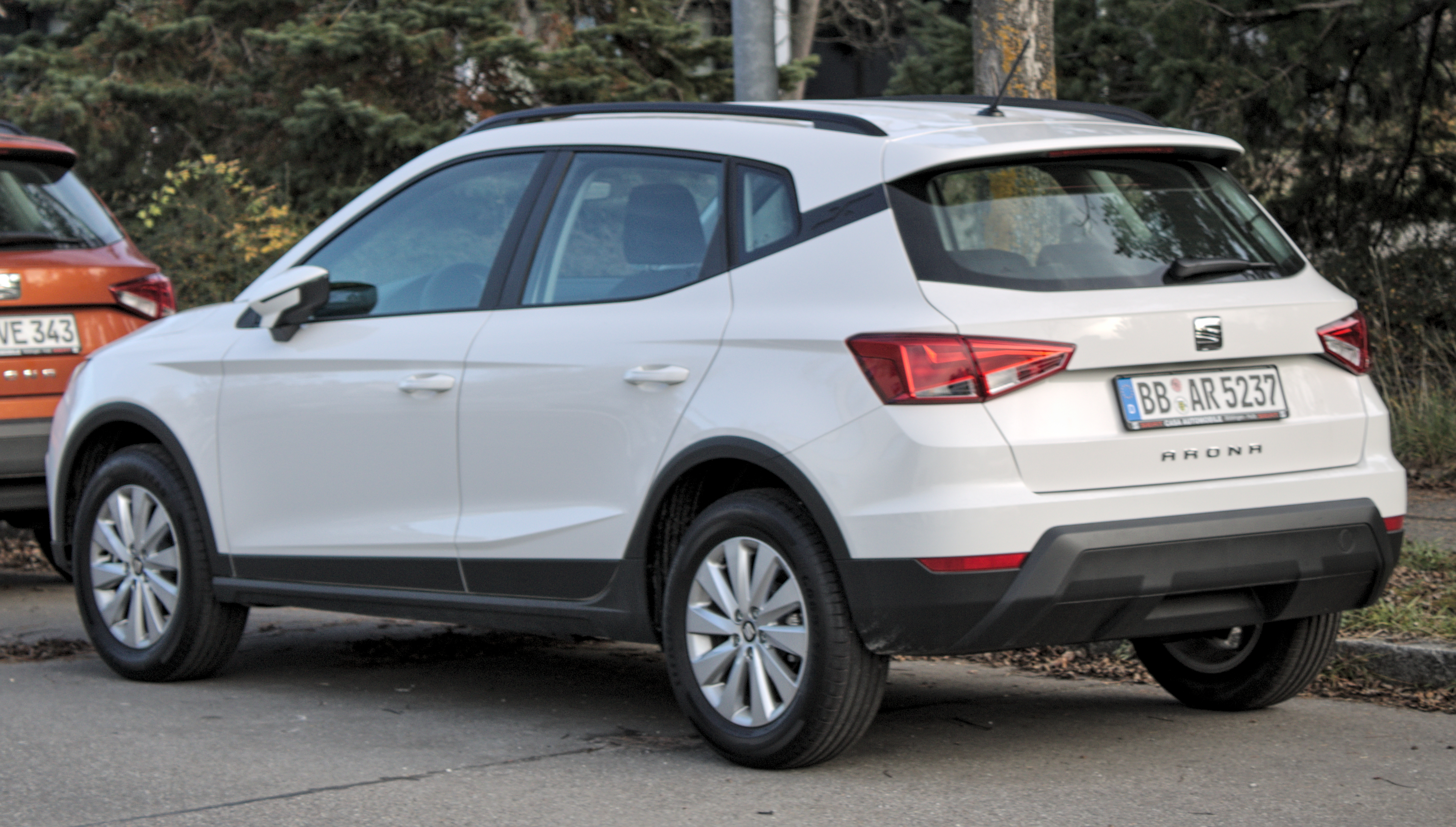

## Liens
- Page officielle de la Seat Arona